# Pheidole breviseta
Pheidole breviseta är en myrart som beskrevs av Santschi 1919. Pheidole breviseta ingår i släktet Pheidole och familjen myror. Inga underarter finns listade i Catalogue of Life.